# Callichthys callichthys
Callichthys callichthys es una especie de pez de la familia Callichthyidae en el orden de los Siluriformes.

## Morfología
Los machos pueden llegar alcanzar los 17 cm de longitud total y 80 g de peso.

## Alimentación
Come, por la noche, peces, insectos y materia vegetal.

## Hábitat
Es un pez de agua dulce y de clima tropical (18 °C-28 °C).

## Distribución geográfica
Se encuentra en la mayor parte de los ríos de Sudamérica al norte de Buenos Aires (Argentina).